# Gong Ji-young
Gong Ji-young (* 31. Januar 1963 in Seoul) ist eine südkoreanische Schriftstellerin.

## Leben
Gong Ji-young wurde 1963 in Seoul geboren und absolvierte ein Anglistikstudium. Während ihres Magisterstudiums geriet sie in Konflikt mit der Welt der Literatur und der sozialen Wirklichkeit in Korea. Ihr Mitgefühl für die Kommilitonen und die Erfahrungen der Arbeitswelt verarbeitete sie später in ihrem literarischen Werk. Ihre Vorbilder waren die Schriftsteller Hwang Sŏgyŏng und Park No-hae, die ebenfalls Existenzkämpfe ihrer Protagonisten in der Wirklichkeit Koreas beschreiben.
Mit der Veröffentlichung ihrer Erzählung In der Morgendämmerung in der Herbstausgabe 1988 der Zeitschrift „Ch'angjak-kwa pip'yŏng“ begann ihre schriftstellerische Tätigkeit. Sie gewann im selben Jahr den „Literaturpreis des 21. Jahrhunderts“ sowie den „Koreanischen Literaturpreis“. Bis 2013 veröffentlichte sie drei Sammelbände Anstand gegenüber Menschen, Das Dasein vergießt Tränen, Das Feld der Sterne und schrieb sieben Romane: Die schönsten Irrwege, Und ihr wunderbarer Beginn, Geh allein so stark wie das Horn des Nashorns, Die Makrele, Die brave Frau, Schwester Bongsun, Unsere glückliche Zeit. Außerdem veröffentlichte sie die beiden Essaysammlungen Die Seele ohne Narbe und Bericht einer Klosterreise.
„Der Grund unseres Kampfes war nicht eine alberne Ideologie, sondern es waren die Widersprüche in unserer Zeit und Gesellschaftsstruktur. Ideologie kann korrigiert werden oder verschwinden, aber die aufrichtige Leidenschaft, die man für das bessere menschliche Dasein hegt, schwindet keineswegs. War es nicht von Anfang an so, dass Schriftsteller und andere Künstler eine solche Last auf ihrem Rücken tragen wollten.“
Sei es in ihren ersten Romanen, in denen sie Erfahrungen ihrer Generation verarbeitet hat, oder sei es in ihren späteren Werken, in denen sie die Aufmerksamkeit mehr und mehr auf die erwachende Schönheit der Gesten verletzter Seelen, die ihr Leid teilen, lenkt – immer ist Gong Ji-youngs anfängliche Haltung präsent.
2005 veröffentlichte sie den Roman Unsere glückliche Zeit, in welchem „der Sinn des Lebens und des Daseins“ durch die Begegnungen mit einem zum Tode verurteilten Mann und einer Frau, die dreimal einen Suizidversuch unternahm, erläutert wird.
2009 erschien ihr Roman Hexenjagd (Togani), dessen Titel an das gleichnamige Theaterstück von Arthur Miller angelehnt ist. Der Roman beruht auf einem Vorfall in einer Schule für Gehörlose, wo mehrere Schüler von Lehrern und dem Direktor sexuell missbraucht worden waren. Der Roman und die Verfilmung 2011 lösten öffentliche Diskussionen zum Thema Bestrafung von Sexualstraftätern aus.
2011 wurde Gong mit dem Yi-Sang-Literaturpreis ausgezeichnet.

## Arbeiten

### Erzählbände
- Anstand gegenüber Menschen (Ingan-e taehan yeŭi, Ch'angbi, 1994) ISBN 978-89-364-3630-8
- Das Dasein vergießt Tränen (Chonjae-nŭn nunmul-rŭl hŭllinda, Ch'angbi, 1999) ISBN 978-89-364-3654-4
- Das Feld der Sterne (Pyŏl-dŭr-ŭi tŭlp'an, Ch'angbi, 2004) ISBN 978-89-364-3680-3

### Romane
- Geh allein so stark wie das Horn des Nashorns (Muso-ŭi ppul-chŏrŏm honjasŏ kara, Munidang, 1993) ISBN 978-89-7184-201-0
- Die Makrele (Kodŭngŏ, Woongjin, 1994) ISBN 978-89-01-01060-1
- Die brave Frau (Ch'akhan yŏja, Han'gyŏre sinmunsa, 1997) ISBN 978-89-85505-65-9
- Schwester Bongsun (Pongsun-i ŏnni, P'urŭn sup, 1998) ISBN 978-89-7184-222-5
- Die schönsten Irrwege (Tŏ isang arŭmdaun panghwang-ŭn ŏpta, P'urŭn sup, 1998) ISBN 978-89-7184-201-0
- Unsere glückliche Zeit (Uri-dŭl-ŭi haengbokhan sigan, P'urŭn sup, 2005) ISBN 978-89-7184-429-8
- Tiegel (Togani, Ch'angbi, 2009) ISBN 978-89-364-3370-3

### Übersetzungen

#### Deutsch
- Die Stimme des Gewissens (Erzählung) in: Koreanische Erzählungen (Anthologie). dtv, München 2005, ISBN 978-3-423-13381-4.

#### Englisch
- My Sister, Bongsoon (Mosaic Press, 2010) ISBN 978-0-88962-831-1